# Poľany
Poľany, ungarisch Pólyán (bis 1927 slowakisch „Polany“; 1907–1920 sowie 1938–1945 ungarisch Bodrogmező – bis 1907 Leleszpolyán) ist eine Gemeinde im Osten der Slowakei mit 479 Einwohnern (Stand 31. Dezember 2024), die zum Okres Trebišov, einem Kreis des Košický kraj, gehört. Sie ist Teil der traditionellen Landschaft Zemplín.

## Geographie
Die Gemeinde befindet sich im südlichen Teil des Ostslowakischen Tieflands in der Kleinregion Medzibodrožie (ungarisch Bodrogköz), auf einem alten natürlichen Deich der Theiß sowie südlich des Flusses Latorica. Das Ortszentrum liegt auf einer Höhe von 103 m n.m. und ist acht Kilometer von Kráľovský Chlmec sowie 55 Kilometer von Trebišov entfernt (Straßenentfernung).
Nachbargemeinden sind Čičarovce im Norden, Leles im Nordosten und Osten, Kráľovský Chlmec im Süden, Boľ im Südwesten, Soľnička im Westen und Beša im Nordwesten.

## Geschichte
Auf dem Gemeindegebiet gab es eine slawische Siedlung in der Zeit des Mährerreichs sowie in der Epoche nach dem Mährerreich.
Poľany wurde zum ersten Mal 1214 als Poylen schriftlich erwähnt, weitere historische Bezeichnungen sind unter anderen Polyan (1369), Polány (1786) und Polany (1808). Bis zum 19. Jahrhundert gehörte das Dorf zum Herrschaftsgut der Prämonstratenser-Propstei von Leles.
1557 wurden fünf Porta verzeichnet, 1715 gab es 21 verlassene und 12 bewohnte Haushalte. 1787 hatte die Ortschaft 66 Häuser und 475 Einwohner, 1828 zählte man 101 Häuser und 758 Einwohner, die als Landwirte tätig waren.
Bis 1918/1919 gehörte der im Komitat Semplin liegende Ort zum Königreich Ungarn und kam danach zur Tschechoslowakei beziehungsweise heutigen Slowakei. In der Zeit der ersten tschechoslowakischen Republik war Poľany ein landwirtschaftlich geprägtes Dorf. Auf Grund des Ersten Wiener Schiedsspruchs war der Ort von 1938 bis 1944 noch einmal Teil Ungarns.

## Bevölkerung
| Jahr                | 1994 | 2004  | 2014    | 2024     |
| ------------------- | ---- | ----- | ------- | -------- |
| Anzahl der Personen | 460  | 529   | 557     | 479      |
| Unterschied         |      | +15 % | +5,29 % | −14,00 % |

| Jahr                | 2023 | 2024    |
| ------------------- | ---- | ------- |
| Anzahl der Personen | 482  | 479     |
| Unterschied         |      | −0,62 % |

Nach der Volkszählung 2011 wohnten in Poľany 535 Einwohner, davon 403 Magyaren, 74 Slowaken und zwei Roma. 56 Einwohner machten keine Angabe zur Ethnie.
252 Einwohner bekannten sich zur griechisch-katholischen Kirche, 111 Einwohner zur römisch-katholischen Kirche, 97 Einwohner zur reformierten Kirche, fünf Einwohner zur evangelisch-methodistischen Kirche und ein Einwohner zu den Siebenten-Tags-Adventisten. Drei Einwohner waren konfessionslos und bei 66 Einwohnern wurde die Konfession nicht ermittelt.

## Bauwerke und Denkmäler
- griechisch-katholische Kirche Geburt der allheiligen Gottesmutter im klassizistischen Stil aus den Jahren 1794–1802[6]
- reformierte Kirche im klassizistischen Stil aus dem Jahr 1823[7]

## Verkehr
Durch Poľany führt Cesta III. triedy 3716 („Straße 3. Ordnung“) zwischen Leles – mit Anschluss an die Cesta II. triedy 555 („Straße 2. Ordnung“) – und Boľ. Der nächste Bahnanschluss ist in Pribeník an der Bahnstrecke Čierna nad Tisou–Košice.